# 六硝基六氮杂异伍兹烷
2,4,6,8,10,12-六硝基-2,4,6,8,10,12-六氮杂异伍兹烷，简称六硝基六氮杂异伍兹烷、HNIW，俗称CL-20，是具有笼型多环硝胺结构的一个高能量密度化合物，分子式为C6H6N12O12，为白色结晶。是目前已知能够实际应用的能量最高、威力最强大的非核单质炸药。它由美国的尼尔森（Nielson）博士于1987年首先制得，主要用作推进剂的组分。1998年，中国的化学家完成了该物质的合成。
1987年，美國海軍研究人員發明了一種威力強大的新型炸藥，以開發該炸藥的南加州基地命名，將其命名為「中國湖20號化合物」(CL-20)。
CL-20 的穿透力和推進劑射程比二戰 (WWII) 期間首次生產的美軍主要炸藥高出 40%。HNIW的氧平衡为-10.95%，最大爆速、爆压、密度等几个材料参数都优于HMX，能量输出比HMX高10-15%，自首次合成便引起了广泛关注。它在常温常压下有四种晶型：α-、β-、γ-及ε-晶型，其中以ε-晶型的结晶密度最大，最为实用。
HNIW有两个缺点限制了其应用：
1. 生产成本昂贵，为工业化造成了阻碍。可通过改进或创造出新的合成路线来解决。
2. 感度较高，安全性不佳。可通过改善结晶方式、结构及包覆钝感改善。

对HNIW的性能测试、合成路线及生产的研究。现在合成方法大多沿用尼尔森首次合成的线路：用苄胺与乙二醛缩合生成六苄基六氮杂异伍兹烷（HBIW），脱苄生成乙酰基或其他前体官能团取代物，接着硝解得到α-及γ-晶型，最后转晶为ε-CL-20。
也有很多新路线，如用2-氨甲基噻吩、2-氨甲基呋喃等其他伯胺代替苄胺，用乙二酸酯或乙二酰胺衍生物代替乙二醛，以及省去脱苄一步，等等。